# Chorukor
Chorukor je fiktivní umělý jazyk ze hry Vyrozumění (1965) Václava Havla.
Jediná známá slova v chorukoru jsou názvy dnů v týdnu. Hlavní umělý jazyk této hry je (také fiktivní) ptydepe, jehož je po stránce filosofie jazyka chorukor protikladem. Přechod z nesrozumitelného a nenaučitelného ptydepe na neméně nesrozumitelný chorukor je metaforou společenských změn v komunistickém Československu – reformy byly provedeny jen na papíře, špatné principy byly nahrazeny za jiné, stejně špatné.

## Ukázka z 11. obrazu
Perina: Samozřejmě. Pondělí se v chorukoru řekne ilopagar, úterý ilopager, středa ilopagur, čtvrtek ilopagir, pátek ilopageur, sobota ilopagoor. Jak myslíte, že se řekne neděle? No?

(Hlásí se jediný Kalous) Tak Kalous!

Kalous: (Vstane) Ilopagor. (Usedne)

Perina: Správně, Kalous! Máte jedničku! Že to je velmi lehké?